# Fitch Four Drive
Fitch Four Drive est une gamme de tracteurs agricoles du début du XXe siècle, pionnière dans la transmission intégrale. Elle était produite par la société The Four Drive Tractor Company, fondée par l'entrepreneur John H. Fitch en 1915 à Big Rapids dans le Michigan (États-Unis),.

## Histoire
Le tracteur Fitch est mis au point en 1914 par John H. Fitch de Mason County, Michigan. Il était mécanicien de chantier dans l'industrie du bois à l'ouest du Michigan avant de se concentrer sur la fabrication d'objets mécaniques liés à la culture fruitière. Il a vu les premiers tracteurs, ces nouveaux véhicules sans chevaux, s'embourber le long des champs bordant sa ferme et a commencé à penser à une machine qui utiliserait quatre roues motrices,.  Bien que quelques tracteurs à transmission intégrale ont été inventés auparavant, le Fitch est le premier à utiliser des engrenages à la place des chaînes pour transférer la puissance du moteur aux essieux et aux roues.

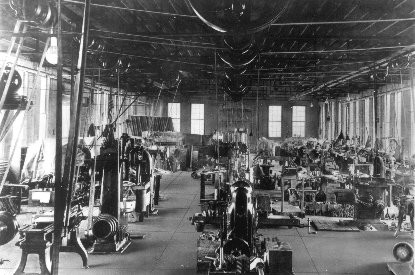
L'usine de Big Rapids.

Il fonde l'entreprise The Four Drive Tractor Company en novembre 1915 à Ludington dotée d'un capital initial de 50 000 $. John H. Fitch devient le président de cette entreprise dont la finalité est de concevoir, produire et vendre des tracteurs agricoles à quatre roues motrices basés sur ses brevets. 
En décembre 1915, la chambre de commerce de la ville de Big Rapids s'intéresse à l'entreprise et offre la construction des bâtiments d'un montant de 10 000 $ ainsi qu'un contrat à John H. Fitch en lui proposant d'acheter toutes les parts que la société voulait émettre. John H. Fitch accepte la proposition en embauchant 8 salariés et augmente pendant cinq années ses offres d'emplois afin d'atteindre un objectif de 80 salariés. Les salaires ne sont pas imposés : la seule exigence étant d'employer à temps plein les salariés. 
Le bâtiment de 13 × 60 m, construit en briques, est situé à l'est de la rue Maple et des voies de chemin de fer de la Grand Rapids & Indiana railroads. 
John H. Fitch déménage lui-même à Big Rapids pour s'occuper de l'entreprise et perfectionner le tracteur,.
En avril 1916, l'entreprise s'installe dans le nouveau bâtiment qui permet de construire 5 à 6 machines par jour. La Première Guerre mondiale provoque du retard dans la fourniture des matériaux nécessaires mais les délais sont mis à profit pour améliorer les tracteurs et les rendre plus fiables. L'entreprise entame également à cette époque une longue collaboration avec Cotta Transmission Corporation située à Rockford (Irlande) dans le cadre de la mise en œuvre de la boîte de vitesses à 3 rapports qui équipe tous les tracteurs de la marque. Le capital de l'entreprise est porté à 200 000 $ en septembre 1916.

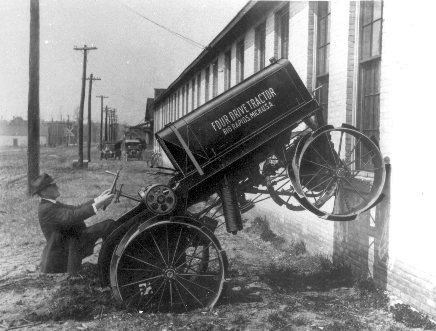
Un tracteur en essai « mural » à l'usine.

Le tracteur de John H. Fitch présenté à de multiples reprises à cette époque suscite un vif intérêt. Ainsi, après la publication d'un article dans le Motor Age magazine de Chicago en mars 1916, de nombreuses lettres arrivent au bureau de poste de Big Rapids en provenance tous les états américains et même de l'étranger, demandant des renseignements sur la fabrication de ces tracteurs. Le Pioneer Herald, journal de Big Rapids, publie quant à lui un article enthousiaste à la fin de l'automne 1916 : 
« Avec la société Four Drive Tractor, Big Rapids bénéficie d'une industrie naissante très prometteuse. Avec un marché presque illimité, relativement nouveau, les perspectives de cette industrie défient toute prophétie. (…) L'histoire de M. John H. Fitch, fondateur-inventeur de la Four Drive Tractor Company et de ses machines qui roulent sur des souches et grimpent des bordures de 50 cm, se lit comme une romance. ». 
John H. Fitch décède subitement d'une occlusion intestinale le 18 novembre 1916,. Elbert Jenkins, vice-président de la société la première année, est ensuite élu président de l'entreprise. Le 24 mai 1917, quelques mois après la mort de son fondateur, The Four Drive Tractor Company livre son premier tracteur. Elle en a livré 15 en novembre 1917.  
Les débuts de l'entreprise sont difficiles, l'exercice 1918 faisant état de plus de 50 000 $ de pertes. Des mesures de réduction des coûts 
prises en toute fin d'année permettent de dégager environ 100 $ par tracteur. The Four Drive Tractor Company devient légèrement profitable pour la première fois en février 1919. Elle produit 7 tracteurs ce même par mois et espère augmenter la cadence à 12 en mars. Au premier semestre 1919, elle dégage un bénéfice net de 3 200 $ , et décide en août de la même année d'une recapitalisation de 300 000 $. La production moyenne sur l'année s'élève à 16 tracteurs par mois, de nouveaux bâtiments sont construits, le réseau de distribution est étendu et un département d'export est développé à New York afin d'organiser la vente de tracteurs aux particuliers comme aux gouvernements étrangers. L'exercice 1919 est finalement bénéficiaire et l'entreprise verse des dividendes. 
Au tout début 1920, l'entreprise se pense en position favorable avec un bénéfice net de l'ordre de 2 000 $ à 3 000 $ par mois. Elle annonce même un contrat lui permettant de vendre à partir de 1920 l'intégralité de sa production avec un minimum de 360 tracteurs par an,,. Un acheteur, A. T. Burch, associe les tracteurs d'Indiana Tractor Company aux tracteurs Fitch Four Drive afin de constituer une entreprise de distribution de matériel agricole nommé Fitch Four Drive and Indiana Tractor Company se vendant uniquement sur le marché californien,. Après 1920, aucune autre information n'est disponible sur cette entreprise. L'entreprise a peut-être disparu. 
Mais en réalité les difficultés ne font que redoubler. Le 7 mars 1922, l'ensemble des actifs de The Four Drive Tractor Company, incluant les brevets et les machines, sont vendus aux enchères publiques pour seulement 8 850 $. Ils sont achetés en partie par Vern A. VanHorn, un ancien directeur commercial de la société, qui les utilise pour fonder The Four Drive Tractor Limited. Dans cette nouvelle structure, il indique poursuivre l'activité de fabrication de tracteurs agricoles et même élargir la gamme,. The Four Drive Tractor Company est officiellement liquidée en septembre 1922.
Vern A. VanHorn parvient à relancer les ventes grâce à une campagne commerciale agressive. Les tracteurs produits par The Four Drive Tractor Limited sont distribués dans le monde entier jusqu'à la fin des années 1920, mais l'entreprise doit finalement cesser ses activités en 1929 ou peut-être 1930, probablement à la suite du krach boursier de 1929.

## John H. Fitch

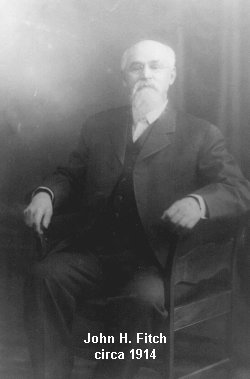
John H. Fitch, vers 1914

John Henry Fitch naît le 19 janvier 1847 dans la petite ville d'Ingenheim, Alsace en France,. 
À l'âge de 7 ans, John, ses parents et ses trois sœurs  arrivent à New York puis migrent directement dans le comté d'Oxford, Ontario. En 1865, âgé de 18 ans, John se rend à Greenwood, Michigan afin de se familiariser avec le métier de mécanicien de chantier - la mise en place et la réparation des machines de l'usine,,.
John retourne à Ontario et épouse Harriett Cecilia Lano, une jeune anglaise de 18 ans, le 25 janvier 1868 à Harriston. Ils se rendent dans le comté d'Antrim, Michigan pour leur voyage de noces dans un traîneau de bœufs. 
Peu de temps après avoir reçu sa citoyenneté Américaine, John  déménage près de sa famille à Woodstock, Ontario. 
En 1879, John et Harriett retournent dans le Nord du Michigan pour rejoindre Rapid River, comté de Kalkaska. Ils  construisent une maison sur un terrain situé entre Finch Creek, au Sud de Bellaire et à l'Est d'Alden.
John construit une petite scierie sur la rivière puis commence une petite ville appelée Fitchville, près du moulin. John progresse à Fitchville jusqu'en 1881, lorsque la crue printanière détruit son barrage, coupant l'alimentation du courant et le laissant sans argent. 
Âgé de 34 ans, John se rend sur la côte Ouest du Michigan pour retrouver du travail. Peu de temps après, il acquiert un intérêt dans une scierie du comté de Mason, où il travaille comme mécanicien de chantier pendant deux ans à l'usine de fabrication de bardeaux. Après avoir accepté ce poste, il déménage à Ludington en 1882 mais repart en 1884 dans le comté de Summit pour prendre en charge une scierie dans laquelle il s'installe.
Plus tard dans l'année, John crée sa propre scierie située à Kibby Creek. Il y a un petit barrage sur la branche Est du ruisseau du même nom et une partie de la machinerie est alimentée par énergie hydraulique. John construit sa maison près de l'usine et s'y installe avec sa famille. Il pêche dans le ruisseau et crée une petite exploitation fruitière sur ses terres. Il invente alors le panier de pêche en ardoise puis fonde la Summit Basket Factory à la scierie en 1885 pour produire son invention. C'est l'une des premières usines fabriquant des paniers dans le comté de Mason. En 1887, après la rupture du barrage, il prend un partenaire appelé Cargill et déplace la scierie au Nord de Ludington sur le lac Lincoln. 
Le 23 mars 1888, John achète 40 ares de terrain situés sur Blundell Road dans le canton de Riverton. Au début, il achète ce terrain en tant que projet pour créer des œuvres en bois mais il décide d'enlever tout le bois pour y faire pousser des pêches. Il construit alors une maison en rondin de bois et s'y installe avec sa famille. John continue son travail de mécanicien de chantier à Lincoln jusqu'à faire disparaître le barrage. À la fin de ses longues journées de travail, il devient agriculteur de fruits à plein temps et obtient le titre Fruit Baron grâce à ses méthodes de travail et à ses beaux vergers. 
Bien que maintenant agriculteur, John continue d'inventer des objets utiles. En janvier 1897, il obtient un brevet pour son emballage soigné, durable et pratique : la caisse à fruits pliante. En décembre 1897, il se rend à Milwaukee où il organise la fabrication de sa clé à molette et de son foret. Vers 1902, John invente un commutateur de tramway à ouverture automatique. Il achète une maison à Ludington dans laquelle se trouve un atelier de mécanique, où il fabrique l'interrupteur pour tramway. Il l'emporte à Chicago où il est utilisé sur les voies les plus fréquentées. 
Pendant qu'il travaille, John regarde les voitures passer sur les routes bordant son champ dans le canton de Riverton, Michigan et de temps en temps, des voitures se retrouvent coincées avec les roues arrière qui tournent en vain, alors que les roues avant sont à l'arrêt. John aide les automobilistes avec les chevaux à se redresser. Vers 1910, il commence à penser à une machine qui donnerait de la puissance aux roues ainsi qu'à l'essieu arrière,. 
Il réfléchit à ses idées, les rassemble et commence à construire son engin à quatre roues motrices sous la forme d'un tracteur dans sa grange. Ses amis l'encouragent de façon douteuse, tandis que d'autres se moquent de son idée. Il leur assure que la première fois qu'il utiliserait sa machine, il l'emmènerait au sommet de la plus haute colline de son champ.

## Modèles
À l'époque, le tracteur Fitch était le plus puissant et le plus polyvalent du marché. Les représentants de l'entreprise soumettent les tracteurs à divers tests de démonstration d'endurance, de puissance de traction et de maniabilité. Le tracteur Fitch était extrêmement efficace pour les travaux lourds sur tous les types de terrains et avait de nombreuses utilisations autre que l'agriculture tels que les travaux routiers.
Les tracteurs Fitch se sont avérés extrêmement efficaces dans les rizières de Californie, d'Arizona et du Texas. Bien que le riz soit cultivé et récolté sous l'eau, les tracteurs Fitch ont manipulé facilement les lieuses et les autres machines du riz dans ces difficiles conditions. Les mêmes résultats ont été obtenus sur des champs de coton dans le Sud Ouest des États-Unis, les tracteurs semblaient avoir de meilleures performances dans des conditions de traction les plus faibles que ce soit sur le sable, le gumbo (un sol fin qui forme une sorte de boue collante lorsqu'il est mouillé), la boue ou tout autre sol humide. Le fond du lac Tulare, un lac submergé au sud de Fresno, était l'un des endroits où les engins étaient utilisés.
L'entreprise a produit divers modèles de tracteurs Fitch au cours de ses premières années avec un timon d'attelage et des courroies nominales de 15-26 à 15-30 avec des moteurs à 4 cylindres Beaver et Waukesha et pesant de 4 400 à 6 000 livres.
En 1929, l'entreprise fabriqua un tracteur plus court et plus robuste pour les travaux lourds qu'elle désigna comme The Cat le modèle E 15-30. Plus tard, le nom The Cat a été supprimé et est devenu le modèle F.
Les estimations de la production des modèles Fitch étaient d'environ 2 000 tracteurs, tandis que celles du modèle E/F étaient inférieures à 70.

## Tracteurs existants

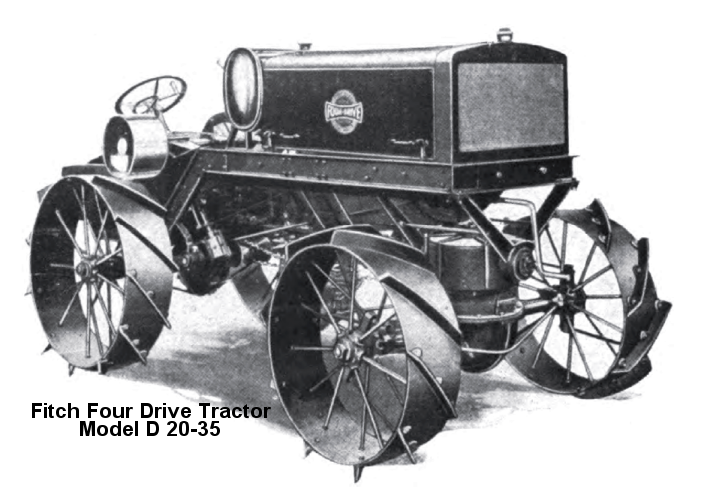
Modèle D-20 35.

Il y a 4 tracteurs connus de modèles D-20 35 totalement restaurés et opérationnels : Aberdeen, Washington ; The Coach House Museum - Fielding, Nouvelle-Zélande ; Marlborough Vintage Farm Machinery Museum - Blenheim, Nouvelle-Zélande et Gunnedah Rural Museum - Gunnedah, Australie.
Il y a 5 modèles de tracteurs non restaurés : Angels Camp Museum - Angels Camp, Californie ; The Packard and Pioneer Museum - Maungatapere, Whangarei, Nouvelle-Zélande et des propriétaires privés autour de Modesto, Californie, et dans le centre du Minnesota. 
La société historique du Comté de Lake en Californie, expose un modèle D-20 35 au musée Ely Stage Stop & Country de Kelseyville. Il y a aussi un tracteur partiel Fitch à Las Vegas, Nevada, que le propriétaire cherche à restaurer. 
Il y a 4 tracteurs connus, Modèle E/F-15 30 entièrement restaurés et opérationnels : 2 sous-contrôle privés dans le Michigan, un au Museo de Tractores à Villa Carlos Paz en Argentine et un au North West Agricultural Museum - Lichtenburg, Afrique Du Sud. 
Il existe un modèle F non restauré en Ontario, au Canada.